# Estádio CAP
O Estádio CAP é o estádio do time chileno Huachipato. Está localizado na cidade de Talcahuano, na região de Bío-Bío no Chile. É um dos estádios mais modernos do Chile.
Sua construção começou em julho de 2008 com a demolição do antigo Estadio Las Higueras, de propriedade do mesmo clube. O estádio foi nomeado CAP devido à Compañía de Acero del Pacífico (CAP), empresa siderúrgica que financiou a construção do estádio.

## Inauguração
A abertura não-oficial (experimental) ocorreu em 27 setembro de 2009 no partida entre Huachipato e Everton de Viña del Mar com a vitória por dois gols para a equipe visitante.
A inauguração oficial foi realizada no dia 04 de novembro de 2009, onde foi realizada uma partida amistosa entre a seleção chilena e a seleção do Paraguai, terminando a partida com o placar de 2-1 para a equipe nacional chilena.